# 모피 무역

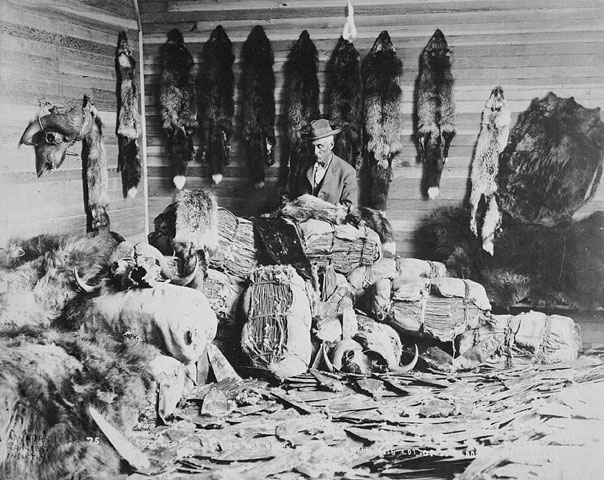
1890년 앨버타에서 모피 무역

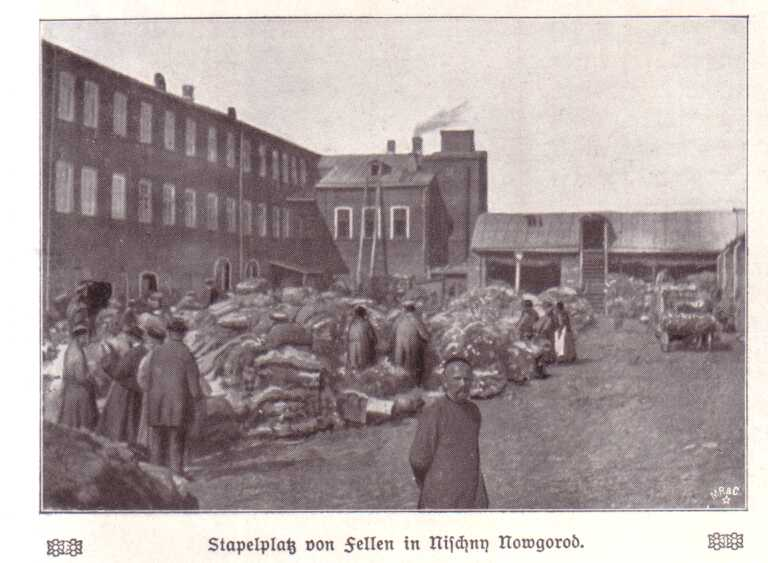
노브고로드 니진에서 모피 무역 (1906년 이전)

모피 무역(Fur trade)은 동물의 모피를 획득해 판매하는 세계적인 산업이다. 아한대(Boreal)의 가죽은 초기 근세부터 세계적인 시장이 형성되어 있었고, 이전부터 극지와 극도로 추운 지역의 포유류 동물들의 가죽이 가장 값어치가 있다고 평가되었다. 역사적으로 시베리아, 북부 북아메리카와 사우스 셰틀랜드(South Shetland), 사우스 샌드위치 제도(South Sandwich Islands)의 식민지화와 탐험이 가장 큰 영향을 끼쳤다. 오늘날 모피 무역의 중요성은 감소하고, 모피 농장과 야생 수렵의 정식 허가를 중심으로 돌아가고 있지만 야생 보존과 관광산업에 부정적인 영향을 끼치는 것으로 인해 충돌이 일어났고, 잔혹성을 주장해 이에 관련된 논쟁이 아직 남아 있다. 몇 개의 동물권(animal rights) 단체는 모피 무역에 반대했고, 잔혹성에 대한 증거를 차례로 언급하고, 동물 개체수의 감소 위험을 알리며 전통적인 생활 양식 변경을 지지 했다. 현재 모피 사용의 일부분은 인조 모조품이 대신하고 있다.

## 러시아의 모피 무역
아메리카 대륙의 식민지화 이전, 러시아는 서유럽 및 아시아의 일부를 향한 모피, 가죽의 주요 공급자였다. 모피는 중세 초기부터 즉 발트해 및 흑해를 통해 발전한 무역 중 하나로써, 러시아의 주요 수출품이었다. 철도의 발전과 함께 독일의 라이프치히 같은 도시를 통해 무역이 이루어졌다.
처음 러시아의 수출품 대부분은 담비(martens), 비버(beavers), 늑대(wolves), 여우(foxes), 다람쥐과(squirrels) 및 산토끼(hares)의 날가죽을 수출했다. 16세기부터 18세기에 걸쳐 러시아는 많은 동물의 산지이며, 동물종이 풍부한 지역인 시베리아를 지배하고 관리해 북극여우(Arctic Fox), 스라소니(lynx), 검은담비(sable), 해달(sea otter) 및 흰담비(stoat; 어민(ermine)를 손에 넣었다. 러시아 제국은 북아메리카 알래스카(Alaska)에 도달하며 영역을 확장하면서 해달(그 가죽은 중국에서 먼저 사용했다) 및 이후에는 북방물개(northern fur seal)를 상품으로 찾아내었다. 17세기부터 19세기 후반 러시아는 세계최대 모피 공급 국가가 되었다. 모피 무역은 시베리아의 개발, 러시아 극동, 거기에 아메리카의 러시아 식민지화에 있어 중요한 역할을 맡았다. 이 시기 검은 담비가 우랄의 스베르들롭스크주, 시베리아의 노보시비르스크주, 튜멘주및 이르쿠츠크주 각 주에서 지역의 상징이 되었다.
유럽인이 북아메리카를 발견하고, 이 광대한 삼림과 야생동물, 특히 풍부한 비버의 모피를 손에 넣게 되자, 17세기에는 북아메리카가 유럽의 짐승털 펠트 및 모피 코트 및 의류를 위해 사용되는 가죽의 주요 공급원이 되었다. 모피는 보온을 위한 의류를 제조하기 위한 주요한 산품이었고, 석탄이 유통되어 난방이 보급되기 이전에는 특히 중요했다.

## 북아메리카의 모피 무역
북아메리카의 모피 무역은 미국과 퍼스트 네이션등 당시 살고 있던 원주민과 유럽계 아메리카인들 간 초기 접촉의 역사의 중심에 있었다. 1578년 뉴펀들랜드섬(Newfoundland)에는 유럽의 어선 350척이 있었다. 선원들은 원주민이 갖고 있던 모피와 금속제 도구(특히 나이프)를 교환하기 시작했다.
비버로브(beaver robes)는 비버의 가죽을 원주민이 무두질하여, 꿰매고 합쳐서 담요가 되었다. 이것은 프랑스어로 카스토르 그라(castor gras), 영어로 "코트비버"(coat beaver)라고 부르고, 얼마 안가 펠트를 만드는데 특히 유익하고 새롭게 발전된 펠트 모자 제조산업에서 인정받게 되었다. 역사가 중에는 카스토르 그라란 말을 설명하면서 코트비버는 오랫동안 입었던 인간의 유분에 풍부하게 다듬어졌고(모자를 사용하는 귀중한 솜털이 접촉하는 것으로 정수리부의 머리털의 대부분이 없어져 버렸다), 이것이 모자 상점에서 매력적이라고 느낀 사람이 있었다. 그것은 유분이 양모의 펠트화를 방해하고 오히려 더 강화된다고 생각했다. 1580년까지 비버의 "울"(wool)은 프랑스의 펠트 모자 상점에서 최초의 주요재료가 되었다. 그 후 얼마 안가 잉글랜드에서 모자제조자가 사용하게 되었고, 특히 위그노의 피난민이 프랑스에서 이 기능 및 기호를 갖고 들어와 보급했다.

### 초기의 조직

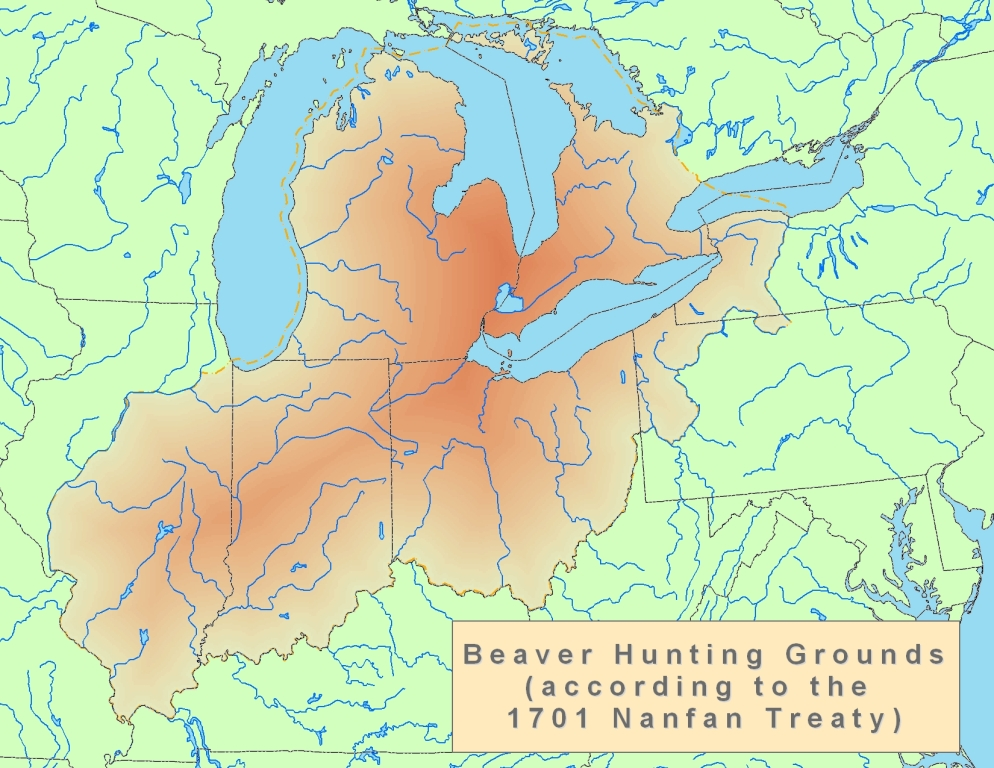

쇼뱅선장(Captain Chauvin)이 뉴프랑스(New France)에서 모피무역을 지배하려고 최초로 조직적인 시도를 벌였다. 1599년 프랑스 왕 앙리 4세로부터 독점권을 취득하고 사게네 강(Saguenay River;퀘벡 타두삭) 하구에 식민지를 조성했다. 프랑스인 탐험가들(쿠뢰르 드 브와(Coureur des bois), 예를 들어 에티엔 브륄(Étienne Brûlé), 사뮈엘 드 샹플랭(Samuel de Champlain), 라디송(Radisson) 및 라 살(La Salle), 르 쉬외르(Le Saeur)는 대륙을 벗어날 길을 찾기 위해 아메린디안(Amerindians)과 관계를 확립하고 유럽인에게는 "보통"이라고 생각되는 물건과 날가죽의 교환 무역을 넓혀 나갔다. 동물의 겨울 모피는 따뜻하다는 평판이 있어, 특히 비버펠트 모자에 사용되는 비버의 날가죽은 유럽에서 고급품의 상징이 되었다. 이러한 비버펠트 모자에 대한 수요로 인해 유럽 및 러시아에서 비버는 남획 당해 거의 절멸에 이르게 되었다.
1613년 달라스 카리트(Dallas Carite)와 아드리앙 브로크(Adriaen Block)는 모호크 족 및 모히칸 족과의 모피 무역관계를 확립하기 위해 원정대를 조직했다. 1614년 네덜란드 인은 모피 무역에서 커다란 경제보수를 확보하기 위해 맨하탄에 선박을 파견하였다. 뉴 홀랜드의 모피 무역은 오렌지 항(현재 올버니)을 유통 거점으로 삼아 대부분을 뉴 암스테르담 항구를 통과해 거래하였다. 캐나다에서 많은 가죽이 생산되었기에 정부-독점을 피하기 위해 기업가는 밀수를 자행하기도 하였다.
잉글랜드는 프랑스와 네덜란드 다음으로 아메리카 모피 무역에 천천히 시작하게 되었다. 그러나 잉글랜드 식민지가 설립되자 곧 식민지가 모국에 보내는 가치가 모피 공급에 최적의 길임을 발견하였다.
라디송 및 그로세이유르는 최초의 큰 무면허의 모피매매를 거부하기 어렵다고 생각해, 1668년 영국을 무역에 끌어 들였다. 그들은 잉글랜드의 찰스 2세의 정부와 매서츄세츠만 식민지 보스톤의 사업가를 설득해 북쪽의 누벨프랑스란 가장 좋은 모피의 나라에서 만들어 많은 금액의 돈이 있다고 보고했다. 허드슨만 회사는 모피 교역인의 몇 명을 체포하기 시작했고, 북아메리카에서 최초의 상업회사가 생긴 것과 동시에 세계 최대의 무역회사가 되었다.
한편 영국령 남부 식민지에서는 찰스톤을 수출항으로써 사슴가죽 무역이 확립되었다. 아메리카 선주민의 사회에서는 큰 욕구가 있었던 유럽제 제품과 가죽을 교환한다는 소문이 선주민 사냥꾼 사이에 퍼졌다. 부두(斧頭), 나이프, 송곳, 낚시고리, 여러 가지 종류(種類)와 색색의 의류, 모직의 모포, 리넨의 셔츠, 약, 보석, 유리구슬, 머스킷, 탄약이 "가죽" 1장과 매매되는 주요상품이었다.
남부 식민지의 무역기지에서는 교환용으로 많은 종류의 알코올(특히 브랜디와 럼주)도 소개되었다. 유럽의 무역업자가 대륙에 무리지어 모여, 교환에서 막대한 이익을 올렸다. 예를 들면 금속제 부두 1개가 1장의 비버 가죽(비버 브란켓트라고 불린다)와 교환되었다. 같은 모피로 잉글랜드에서는 수십개의 부두를 살 수 있을 때, 모피 무역은 유럽 여러 나라에서 막대한 이익을 얻을 수 있었다. 철도끼는 선주민이 고생해서 만든 돌도끼를 바로 교환되어, 선주민도 이 무역에서 작지만 이익을 얻었다.

## 사회와 경제의 관계
자주 모피 무역의 정치적 이점은 경제면보다도 중요했다. 무역은 다른 문화 사이에서 제휴를 굳히고, 좋은 관계를 유지하는 방법이었다. 사회적으로도 재정적으로도 지위에 있는 남성으로써 모피 무역업자는 통상 젊은 독신남성으로써 북아메리카로 넘어가 결혼을 외교적으로 맺는 수단으로 사용해 유럽인과 퍼스트 네이션 및 아메리카 선주민족 사이에서 결혼과 인척관계는 좋은 이야기가 되었다. 무역 업자는 각자 높은 계급에 있던 인디안 여성과 결혼 아니면 동거하였다. 사냥꾼 및 기타 노동자는 통상 낮은 계급의 여성과 관계를 가졌다. 그들의 아이들 다수가 독특한 문화를 발전시켜, 현재 메티스라고 부른다. 유럽인과 아메리카 선주민과의 혼혈로 태어난 자손은 독자의 언어와 문화를 발전시켰다. 캐나다에서는 소수민족집단으로써 인정되었다. 이러한 집단은 2단계의 사회를 형성한다. 모피 무역업자와 족장의 자손은 사회 및 경제의 모든 것에서 걸출한 존재였다. 낮은 계층의 자손은 수렵, 사냥 및 농업에서 기초한 별개의 메티스 문화의 대부분을 형성한다.
부의 문제가 걸려있기 때문에 다른 유럽계-아메리카 정부는 여러 선주민 사회와 모피 무역 지배를 둘러싸고 서로 다투었다. 아메리카 선주민족은 전쟁 때 어느 쪽을 지원할지 결정할 때 어느 쪽이 정직하게 가장 좋은 무역품을 공급하는지 판단했다. 무역은 정치적으로 중요한 것으로 악용을 피할 것을 기대해 엄중하게 규제하는 경우가 많았다(그러나 여러 번 물거품으로 끝났다). 파렴치한 무역업자는 매매하는 사이 선주민에게 부지런히 알코올을 먹이는 것으로 속였다. 이런 결과에 불만이 생겨, 여러 번 폭력사건이 일어났다.
1834년 태평양 모피회사(Pacific Fur Company)를 창설하고 아메리카에서 최대의 모피 무역회사였던 존 제이콥 아스타(John Jacob Astor)는 모피를 얻는 동물 전부가 희소하게 된 것을 인식하고 은퇴했다. 유럽인의 개척지가 넓어지고, 선주민 사회를 가장 좋은 사냥터로 이동시켰다. 모피에 대한 수요는 유럽인의 유행이 변하면서 저하되었다. 아메리카 선주민의 생활양식은 무역에 의해 변하였다. 유럽제품을 계속 얻기 위해 돈을 빌리고, 지불이 어려워지자 각자 유럽인 개척자에게 토지를 팔아버리게 만들었다. 토지를 팔아버리는 것을 강제한 것에 대한 불만은 전쟁으로 번졌다.
미 합중국이 독립한 후 1790년 7월 22일 최초로 성립된 인디안 교제법에 의해 선주 아메리카인과 무역이 규제되었다. 인디안 문제 담당국(Bureau of Indian Affairs)은 인디안 준주(Indian Territory)내에서 무역의 면허를 발행했다. 1834년 미 합중국의 미시시피주에서 서쪽에는 대부분 이를 적용했다. 여기서는 멕시코에서 마운틴만 및 무역업자가 자유롭게 활동하였다.
초기 탐험대는 각자 모피 무역 원정대였기에 그 다수는 북아메리카의 특정지역에 유럽인이 처음 도달한 기록이 되었다. 예를 들면 에이브라햄 윈드(Abraham Wood)는 아파라치아 산맥 남부를 탐험하는 모피 무역대를 파견해 그 과정에서 뉴 주(New River)를 발견했다. 사이몬 프레저(Simon Fraser)는 프레저 강(Fraser River)의 대부분을 탐험한 모피 무역업자였다.

### 모피 무역과 경제인류학
경제사학자 및 인류학자는 초기 북아메리카에서 모피 무역업자의 중요한 역할을 연구했으나, 선주민족의 경제태양을 표현하는 이론적 틀을 짬에서 이론의 일치를 보지 못했다.
존 C. 필리프스와 J.W. 스마는 모피 무역과 유럽 열강의 권력투쟁과 연결시켜, 모피 무역은 패권 확대와 지배권의 유지수단으로써 확립된 것을 지적 하였다. 개개인의 경험을 합쳐 그 "고도한 정치적 경제적 중요" 을 드러내 세계적 무대에서 관계를 구했다. E.E. 리치는 경제의 시야를 무역 회사 및 그 고용인의 역할에 초점을 맞춘 레벨로 그들이 대륙을 개척하는 나라 및 주의 역할을 대신해 캐나다의 영토의 대부분을 "개척" 한 것을 지적하였다.
리치의 다른 저작에서는 이 분야를 지배하는 가, 혹은 혼란시키는가 라고 생각하고 있는 사람도 포함된 형식주의자와 실재주의자의 논쟁의 핵심에 부딪친다. 헤롤드 이니스와 같은 역사가들은 특히 캐나다의 역사에서 이전에는 형식주의자의 입장을 채택해 신고전파경제학의 원칙이 서양의 사회에 영향을 끼친 것처럼 서양과는 다른 사회에도 영향을 주었을 거라 생각했다. 그러나 1950년대 이후, 칼 포라니와 같은 실재주의자는 이 생각에 이론을 주장하고, 전통적인 서양시장의 무역에 변화한 것으로 즉, 증여무역과 관리무역으로 원시사회가 관계 된 것이라고 주장했다. 리치는 어떤 영향력 있는 기사에서 이 의론을 채택해 인디안은 "유럽인의 개념 혹은 유럽인이 접촉 했을 때의 기본가치의 수용을 일관적으로 망설였다" 로써 "영국의 경제 룰은 인디안의 무역에는 적용되지 않았다" 라고 주장했다. 인디안은 경험이 풍부한 교역자였으나, 기본적으로 자산에 대해서는 다른 생각을 갖고 있어 이것이 유럽인 무역상대를 혼란 시켰다. 에이브라햄 로트스타인은 그 후 이런 의론을 명백하게 폴라니의 이론적 범위에 적용해 "관리했던 무역은 "만" 에서의 조작과 런던의 시장무역이었다" 라고 주장했다.
아서 J. 레이는 2개의 영향력 있는 저작에서 모피 무역의 경제적 연구의 방향을 항구적으로 변화시켜 이니스와 로트스타인의 극론 사이에서 수정한 형식주의자의 입장을 나타냈다. 레이는 "이 무역의 구조는 "증여무역" 이나 "관리무역" 라던가 "시장무역" 든지 딱 맞춰진 라벨을 부여하는 것은 불가능하다라고 하는 것도 이 모든것의 형태요소를 포함한 것이다" 라고 설명했다. 인디안은 여러 동기로 무역에 임했다. 형식주의자 및 실재주의자가 단순한 경제 혹은 문화의 2원론에 떨어진 것은 무익한 단순화가 아니고, 이것이 설명하는 것 이상의 애매모호함이 있어서였다. 거기에 레이는 허드슨만 회사에 남겨진 무역대금 및 장부를 우수한 질적분석에 이용해, 이 분야의 방법론의 한계를 넓혔다. 레이의 입장을 따라 브루스 M. 화이어트는 선주민족이 이때까지 문화형태에 새로운 경제관계를 구조에 적용해 복잡한 방법을 매우 미묘하게 묘사하는 것에도 공헌했다.
리처드 화이어트는 형식주의자와 실재주의자의 논쟁이 "낡아빠지고 싫증난다"라는 것에 인정하고 실재주의자의 입장을 재활성화 시켰다. 안이하고 단순화에 대해 경고한 레이의 중용적 입장을 채택하면서 화이어트는 형식주의에 대해 단순한 의론을 밀고 나갔다. "생활은 사업이 아니고, 이러한 단순화는 과거를 뒤틀리게 하는 것에 불과하다" 그 대신에 화이어트는 유럽인과 인디안이 그 문화적 다름을 적합시키기 위해서 "중립지대" 의 부분을 모피무역이 차지하고 있다고 주장했다. 모피무역의 입장에서 이것은 인디안이 모피무역에 불어닥친 정치와 문화의 의미로부터 프랑스가 연구한 것을 강화한 것을 의미한다. 지배에는 역시 협조가 필요했다.

### 현재
현재 캐나다에는 약 8만명의 사냥꾼이 있고, 그중 절반은 선주민족이다.
국내에서는 법상 모피 따위를 합법화되어 있는 몇몇 동물(집토끼의 개량종, 뉴트리아)을 제외하곤 직접 사냥하여 제작하는 것을 금하고 있다.

## 참고 문헌

### 일반적 조사
- Chittenden, Hiram Martin. The American Fur Trade of the Far West: A History of the Pioneer Trading Posts and Early Fur Companies of the Missouri Valley and the Rocky Mountains and the Overland Commerce with Santa Fe. 2 vols. (1902). full text online
- Dolin, Eric Jay. Fur, Fortune, and Empire: The Epic History of the Fur Trade in America (W.W. Norton & Company; 2010) 442 pages
- Phillips, Paul and J.W. Smurr. The Fur Trade. 2 vols. Norman, Oklahoma: University of Oklahoma Press, 1961.

### 전기, 일대기
- Berry, Don. A Majority of Scoundrels: An Informal History of the Rocky Mountain Fur Company. New York: Harper, 1961.
- Hafen, LeRoy, ed. The Mountain Men and the Fur Trade of the Far West. 10 vols. Glendale, California: A.H. Clark Co., 1965-72.
- Lavender, David. Bent’s Fort. Garden City, N.Y.: Doubleday, 1954.
- Lavender, David. The Fist in the Wilderness. Garden City, N.Y.: Doubleday, 1964.
- Oglesby, Richard. Manuel Lisa and the Opening of the Missouri Fur Trade. Norman, Oklahoma: University of Oklahoma Press, 1963.
- Utley, Robert. A Life Wild and Perilous: Mountain Men and the Paths to the Pacific. New York: Henry Holt and Company, 1997.

### 경제 연구
- Cronon, William. Changes in the Land: Indians, Colonists, and the Ecology of New England. New York: Hill and Wang, 1983.
- Gibson, James R. Otter Skins, Boston Ships, and China Goods: The Maritime Fur Trade of the Northwest Coast, 1785-1841. Seattle: University of Washington Press, 1992.
- Innis, Harold. The Fur Trade in Canada. Toronto: Toronto University Press, 1962.
- Ray, Arthur J., and Donald B. Freeman. "Give Us Good Measure": An Economic Analysis of Relations between the Indians and the Hudson's Bay Company Before 1763. Toronto: University of Toronto Press, 1978.
- Ray, Arthur J. Indians in the Fur Trade: Their Role as Trappers, Hunters, and Middlemen in the Lands Southwest of Hudson Bay, 1660-1870. Toronto; Buffalo; London: University of Toronto Press, 1974.
- Rotstein, Abraham. “Karl Polanyi’s Concept of Non-Market Trade.” The Journal of Economic History 30:1 (Mar., 1970): 117-126.
- Rich, E.E. The Fur Trade and the Northwest to 1857. Toronto: McClelland and Stewart Limited, 1967.
- Rich, E.E. “Trade Habits and Economic Motivation Among the Indians of North America.” The Canadian Journal of Economics and Political Science 26:1 (Feb., 1960): 35-53.
- White, Richard. The Middle Ground: Indians, Empires, and Republics in the Great Lakes Region, 1650-1815. Cambridge; New York: Cambridge University Press, 1991.
- White, Richard. The Roots of Dependency: Subsistence, Environment, and Social Change Among the Choctaws, Pawnees, and Navajos. Lincoln, Nebraska: University of Nebraska Press, 1983.

### 사회 역사: 아메리카 선주민
- Brown, Jennifer S.H. and Elizabeth Vibert, eds. Reading Beyond Words: Contexts for Native History. Peterborough, Ontario; Orchard Park, N.Y.: Broadview Press, 1996.
- Francis, Daniel and Toby Morantz. Partners in Furs: A History of the Fur Trade in Eastern James Bay, 1600-1870. Kingston; Montreal: McGill-Queen’s University Press, 1983.
- Holm, Bill and Thomas Vaughan, eds. Soft Gold: The Fur Trade & Cultural Exchange on the Northwest Coast of America. Portland, Oregon: Oregon Historical Society Press, 1990.
- Krech, Shepard III. The Ecological Indian: Myth and History. New York; London: W.W. Norton & Company, 1999.
- Krech, Shepard III, ed. Indians, Animals, and the Fur Trade: A Critique of Keepers of the Game. Athens: University of Georgia Press, 1981.
- Martin, Calvin. Keepers of the Game: Indian-Animal Relationships and the Fur Trade. Berkeley; Los Angeles; London: University of California Press, 1978.
- Martin, Calvin. “The Four Lives of a Micmac Copper Pot.” Ethnohistory 22:2 (Spring, 1975): 111-133.
- Malloy, Mary. Souvenirs of the Fur Trade: Northwest Coast Indian Art and Artifacts Collected by American Mariners, 1788-1844. Cambridge, Massachusetts: Peabody Museum Press, 2000.
- Vibert, Elizabeth. Trader’s Tales: Narratives of Cultural Encounters in the Columbia Plateau, 1807-1846. Norman, Oklahoma: University of Oklahoma Press, 1997.

### 사회 역사: 여성, 메티스, Voyageurs
- Brown, Jennifer S.H. Strangers in Blood: Fur Trade Company Families in Indian Country. Vancouver; London: University of British Columbia Press, 1980.
- Brown, Jennifer S.H. and Jacqueline Peterson, eds. The New Peoples: Being and Becoming Métis in North America. Winnipeg: University of Manitoba Press, 1985.
- Giraud, Marcel. The Métis in the Canadian West. Translated by George Woodcock. Edmonton, Canada: University of Alberta Press, 1986.
- Nicks, John. “Orkneymen in the HBC, 1780-1821.” In Old Trails and New Directions: Papers of the Third North American Fur Trade Conference. Edited by Carol M. Judd and Arthur J. Ray, 102-26. Toronto: University of Toronto Press, 1980.
- Podruchny, Carolyn. Making the Voyageur World: Travelers and Traders in the North American Fur Trade. Lincoln: University of Nebraska Press, 2006.
- Podruchny, Carolyn. “Werewolves and Windigos: Narratives of Cannibal Monsters in French-Canadian Voyageur Oral Tradition.” Ethnohistory 51:4 (2004): 677-700.
- Sleeper-Smith, Susan. Indian Women and French Men: Rethinking Cultural Encounter in the Western Great Lakes. Amherst: University of Massachusetts Press, 2001.
- Van Kirk, Sylvia. Many Tender Ties: Women in Fur-Trade Society, 1670-1870. Winnipeg: Watson & Dwywer, 1999.

### 지역 역사
- Allen, John L. “The Invention of the American West.” In A Continent Comprehended, edited by John L. Allen. Vol. 3 of North American Exploration, edited by John L. Allen, 132-189. Lincoln: University of Nebraska Press, 1997.
- Braund, Kathryn E. Holland. Deerskins and Duffels: The Creek Indian Trade with Anglo-America, 1685-1815. Lincoln, Nebraska: University of Nebraska Press, 2008.
- Faragher, John Mack. “Americans, Mexicans, Métis: A Community Approach to the Comparative Study of North American Frontiers.” In Under an Open Sky: Rethinking America’s Western Past, edited by William Cronon, George Miles, and Jay Gitlin, 90-109. New York; London: W.W. Norton & Company, 1992.
- Gibson, James R. Otter Skins, Boston Ships, and China Goods: The Maritime Fur Trade of the Northwest Coast, 1785-1841. Seattle: University of Washington Press, 1992.
- Gibson, Morgan Arrell. Yankees in Paradise: The Pacific Basin Frontier. Albuquerque: University of New Mexico Press, 1993.
- Malloy, Mary. “Boston Men” on the Northwest Coast: The American Maritime Fur Trade 1788-1844. Kingston, Ontario; Fairbanks, Alaska: The Limestone Press, 1998.
- Ronda, James P. Astoria & Empire. Lincoln, Nebraska; London: University of Nebraska Press, 1990.
- Weber, David. The Taos Trappers: The Fur Trade in the Far Southwest, 1540-1846. Norman, Oklahoma: University of Oklahoma Press, 1971.
- Wishart, David J. The Fur Trade of the American West, 1807-1840: A Geographical Synthesis. Lincoln, Nebraska; London: University of Nebraska Press, 1979..

### 북 아메리카 모피 무역 관련 협의 서류
약 5년에 1번 개최되는 북 아메리카 모피 무역 관련 협의 서류는 모피 무역의 본질적으로 다른 측면에 관련한 풍부한 기사를 제공할 뿐만 아니라, 1965년 이후 역사를 그림으로 풀어 이해할 수 있게 만들었다. 그것을 연대순으로 아래와 같이 표시했다. 1978년 개최된 제3회 협의는 주목할 만한 것이다. 2006년 세인트루이스에서 개최된 제9회 협의에 대해서는 출판되지 않았다.
- Morgan, Dale Lowell, ed. Aspects of the Fur Trade: Selected Papers of the 1965 North American Fur Trade Conference. St. Paul: Minnesota Historical Society, 1967.
- Bolus, Malvina. People and Pelts: Selected Papers. Winnipeg: Peguis Publishers, 1972.
- Judd, Carol M. and Arthur J. Ray, eds. Old Trails and New Directions: Papers of the Third North American Fur Trade Conference. Toronto: University of Toronto Press, 1980.
- Buckley, Thomas C., ed. Rendezvous: Selected Papers of the Fourth North American Fur Trade Conference, 1981. St. Paul, Minnesota: The Conference, 1984.
- Trigger, Bruce G., Morantz, Toby Elaine, and Louise Dechêne. Le Castor Fait Tout: Selected Papers of the Fifth North American Fur Trade Conference, 1985. Montreal: The Society, 1987.
- Brown, Jennifer S. H., Eccles, W. J., and Donald P. Heldman. The Fur Trade Revisited: Selected Papers of the Sixth North American Fur Trade Conference, Mackinac Island, Michigan, 1991. East Lansing: Michigan State University Press, 1994.
- Fiske, Jo-Anne, Sleeper-Smith, Susan, and William Wicken, eds. New Faces of the Fur Trade: Selected Papers of the Seventh North American Fur Trade Conference, Halifax, Nova Scotia, 1995. East Lansing: Michigan State University Press, 1998.
- Johnston, Louise, ed. Aboriginal People and the Fur Trade: Proceedings of the 8th North American Fur Trade Conference, Akwesasne. Cornwall, Ontario: Akwesasne Notes Pub., 2001.

## 같이 보기
- 비버 전쟁